# Вежа Єштед

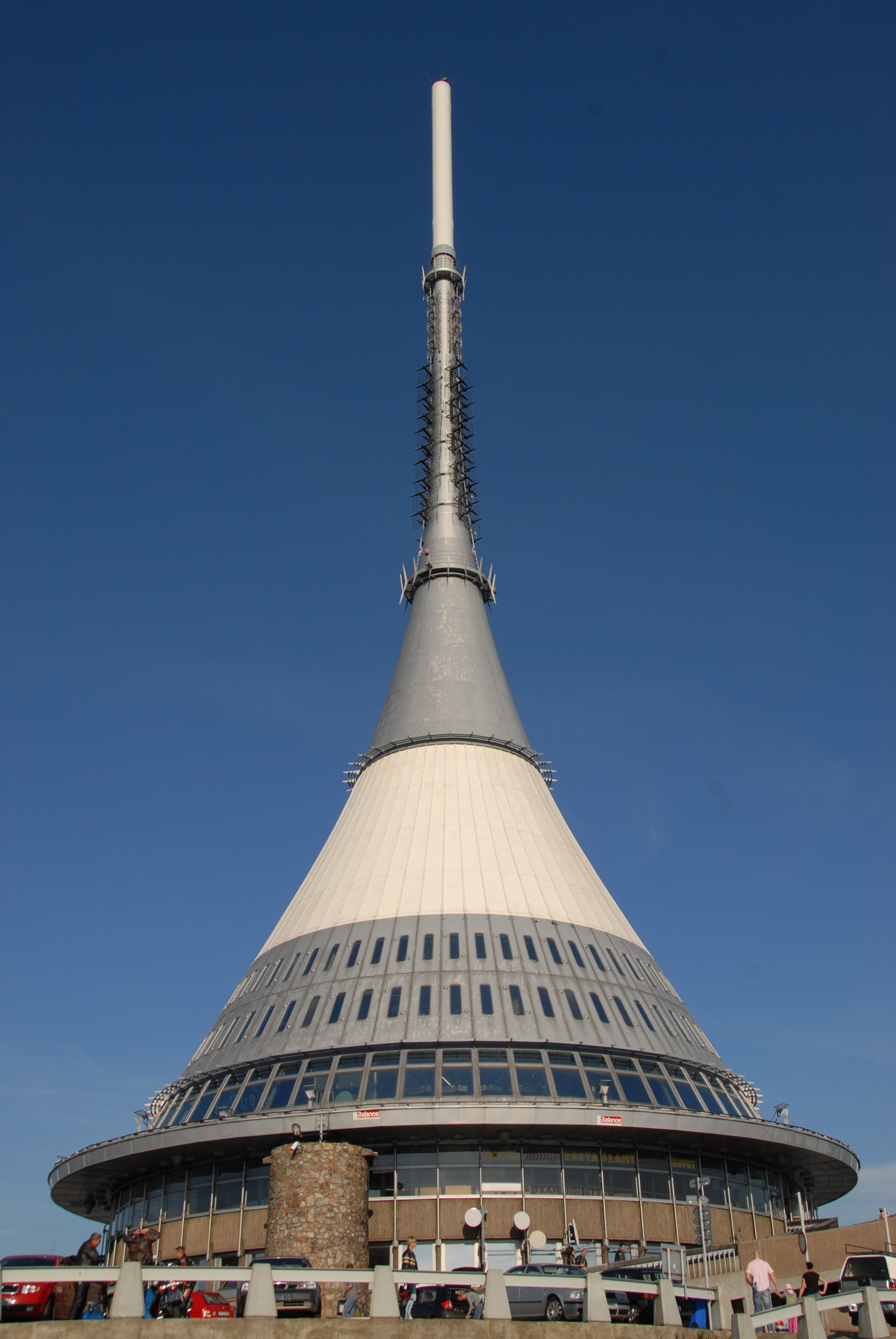

Вежа Єштед (чеськ. Ještěd) — 94 метрова залізобетонна гіперболоїдна башта на горі Єштед в місті Ліберець на півночі Чехії, використовуються для передачі телевізійного сигналу та як готельно-ресторанний комплекс.

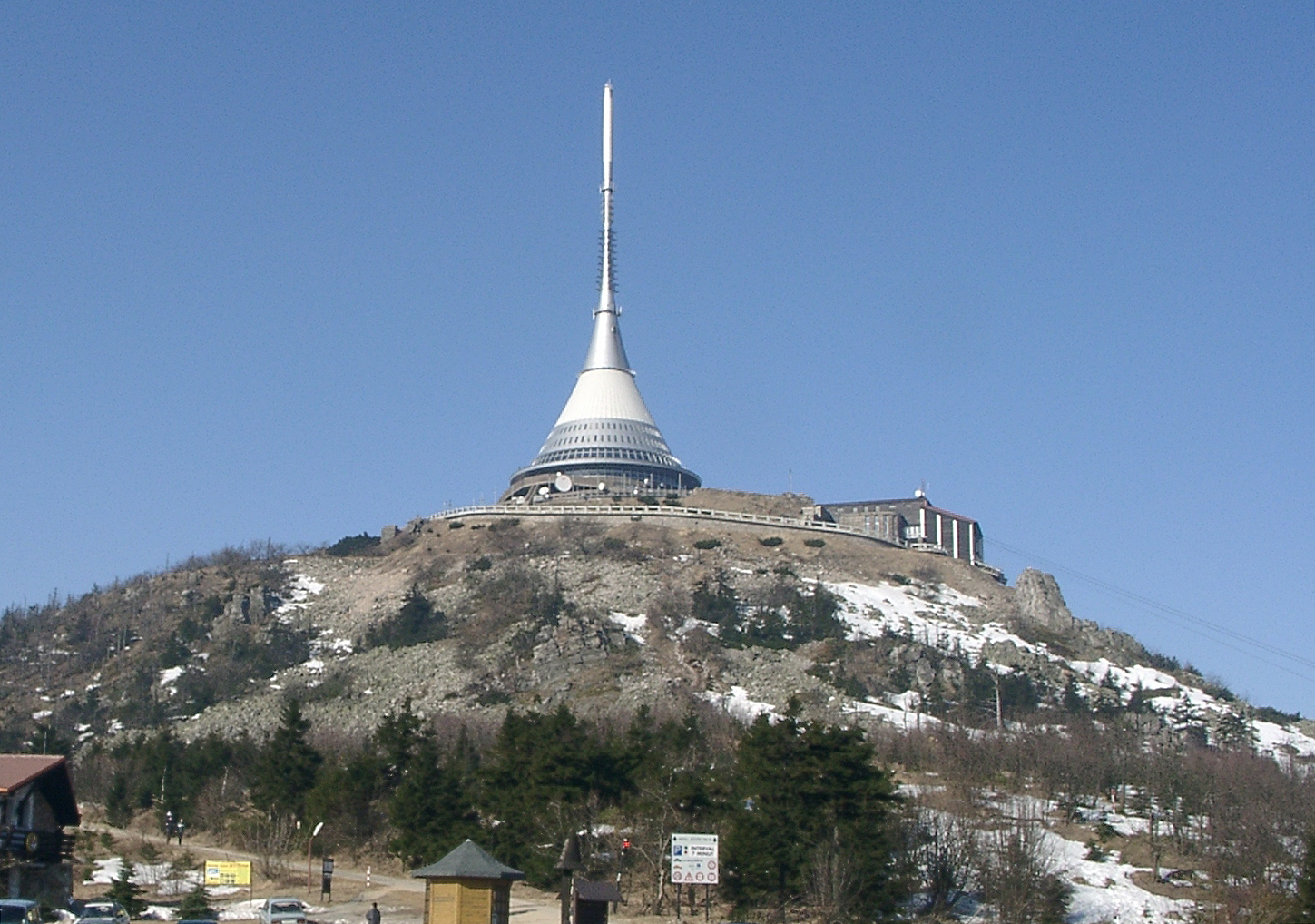

Вежа побудована між 1963 і 1968 рр. Архітектор вежі Карел Губачек. Форма гіперболоїда була обрана, оскільки вона природним чином вписується в силует гори і, крім того, добре протистоїть екстремальним кліматичним умовам на вершині пагорба.
На нижніх поверхах вежі міститься готель і ресторан. Вона слугує домінуючою спорудою для залучення в місто туристів і місцем для спостереження за більшою частиною Богемії, частинами Польщі та Німеччини.